# Jan Fencl
Jan Fencl (* 12. června 1942 Uherské Hradiště) je bývalý politik za ČSSD, v letech 1998–2002 ministr zemědělství ve vládě Miloše Zemana a v letech 1998–2004 senátor za obvod č. 40 – Kutná Hora. Jako ministr prosadil vznik Vinařského fondu v Brně.

## Život
V roce 1964 vystudoval Vysokou školu zemědělskou v Brně. Poté působil na různých funkcích v Agropodniku. V letech 1990 a 1991 byl prvním prezidentem Českomoravské agrární unie. Členem ČSSD byl v letech 1996–2009. Na přelomu let 2009 a 2010 byl zakládajícím členem Strany Práv Občanů. Je ženatý, má dvě děti.
Státní bezpečnost vedla J. Fencla od roku 1988 jako kandidáta tajné spolupráce. Ale Fencl má čisté lustrační osvědčení, protože kategorie kandidátů byla v roce 1992 z lustračního zákona vyškrtnuta.